# Robert Haining
Pour les articles homonymes, voir Haining (homonymie).
Robert Hadden Haining (1882 – 1959) était un général britannique.
Robert Haining commença sa carrière dans l'artillerie en 1901. Il participa à la Première Guerre mondiale puis servit en Grande-Bretagne jusqu'en 1936. Il fut ensuite nommé Commandant en chef des forces britanniques de Palestine et de Transjordanie en remplacement d'Arthur Wauchope afin de mâter la Révolte arabe en Palestine. À l'aube de la Seconde Guerre mondiale, il fut nommé à l'État-major du Commandement ouest puis en 1941 fut affecté au Moyen-Orient comme responsable logistique. Il fut également commandant de l'Artillerie royale de 1939 à 1950.